# Zapadnaja Dwina (stacja kolejowa)
Zapadnaja Dwina (ros. Западная Двина) – stacja kolejowa w miejscowości Zapadnaja Dwina, w rejonie zapadnodwińskim, w obwodzie twerskim, w Rosji. Położona jest na linii Moskwa - Siebież.

## Historia
Stacja powstała na początku XX w. na linii moskiewsko-windawskiej pomiędzy stacjami Ziemcy i Staraja Toropa.